# Бумеранг (операція)

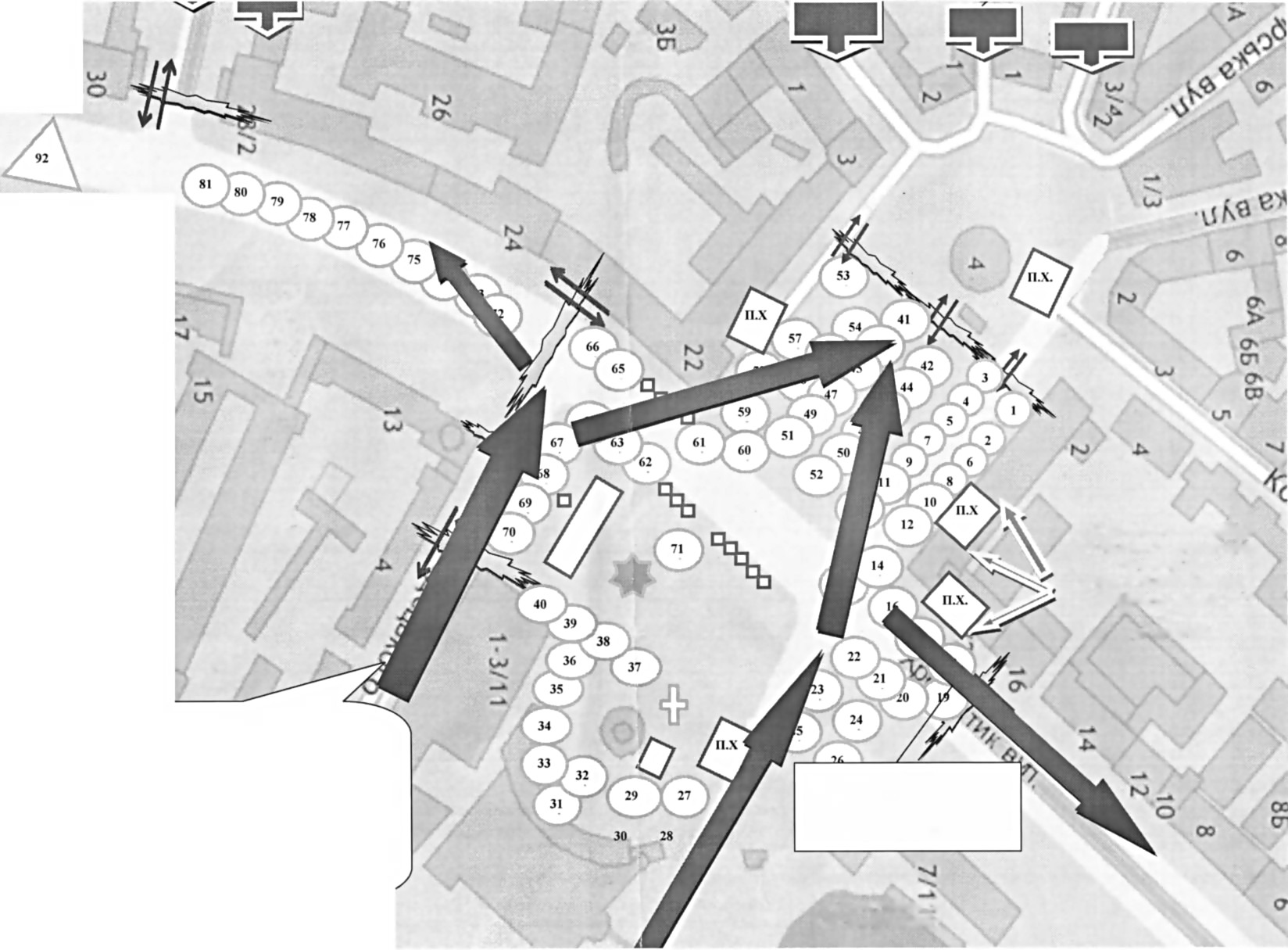
План операцій «Бумеранг» та «Хвиля»

Операція «Бумеранг» — комплекс заходів у рамках антитерористичної операції, оголошеної 19 лютого 2014, головна мета якої — повна зачистка Майдану Незалежності та прилеглих територій від протестувальників. Керування операцією та проведення її здійснювала Служба безпеки України.

## Мета
Операція «Бумеранг», згідно з планами, повинна була розпочатися після завершення проведення силами Міністерства внутрішніх справ України операції «Хвиля» та, як наслідок, звільнення від протестувальників території навколо Будинку профспілок. Метою операції «Бумеранг» було захоплення бойовими одиницями, підконтрольними Службі безпеки України, Будинку профспілок, у якому члени організації «Правий сектор» начебто зберігали вибухівку для подальшого здійснення терористичних актів у центрі Києва.

## План операції
Операція «Бумеранг» включала в себе наступні кроки:
- штурм Будинку профспілок;
- захоплення протестувальників (які у відповідних документах значаться як «злочинці») на першому поверсі Будинку профспілок;
- зачистка від протестувальників другого поверху Будинку профспілок, після чого двома групами бійців спецпідрозділу «Альфа» мала бути здійснена висхідна зачистка та захоплення всіх інших поверхів будівлі;
- проникнення третьої групи бійців «Альфи» на дах Будинку профспілок та контрольна низхідна зачистка всіх поверхів будівлі;
- розміщення снайперів у захоплених сусідніх будинках, розташованих по вулиці Хрещатик.

Усього для здійснення операції мали бути задіяні три бойові групи спецпідрозділу «Альфа» — дві групи захоплення (78 і 45 чоловік особового складу) та найбільша за чисельністю тактична група (101 чоловік); загальна чисельність особового складу задіяних груп складала 224 бійця. Дані групи підкріплювалися групами прикриття та вогневої підтримки (10 чоловік), а також снайперами (7 чоловік).

## Результат

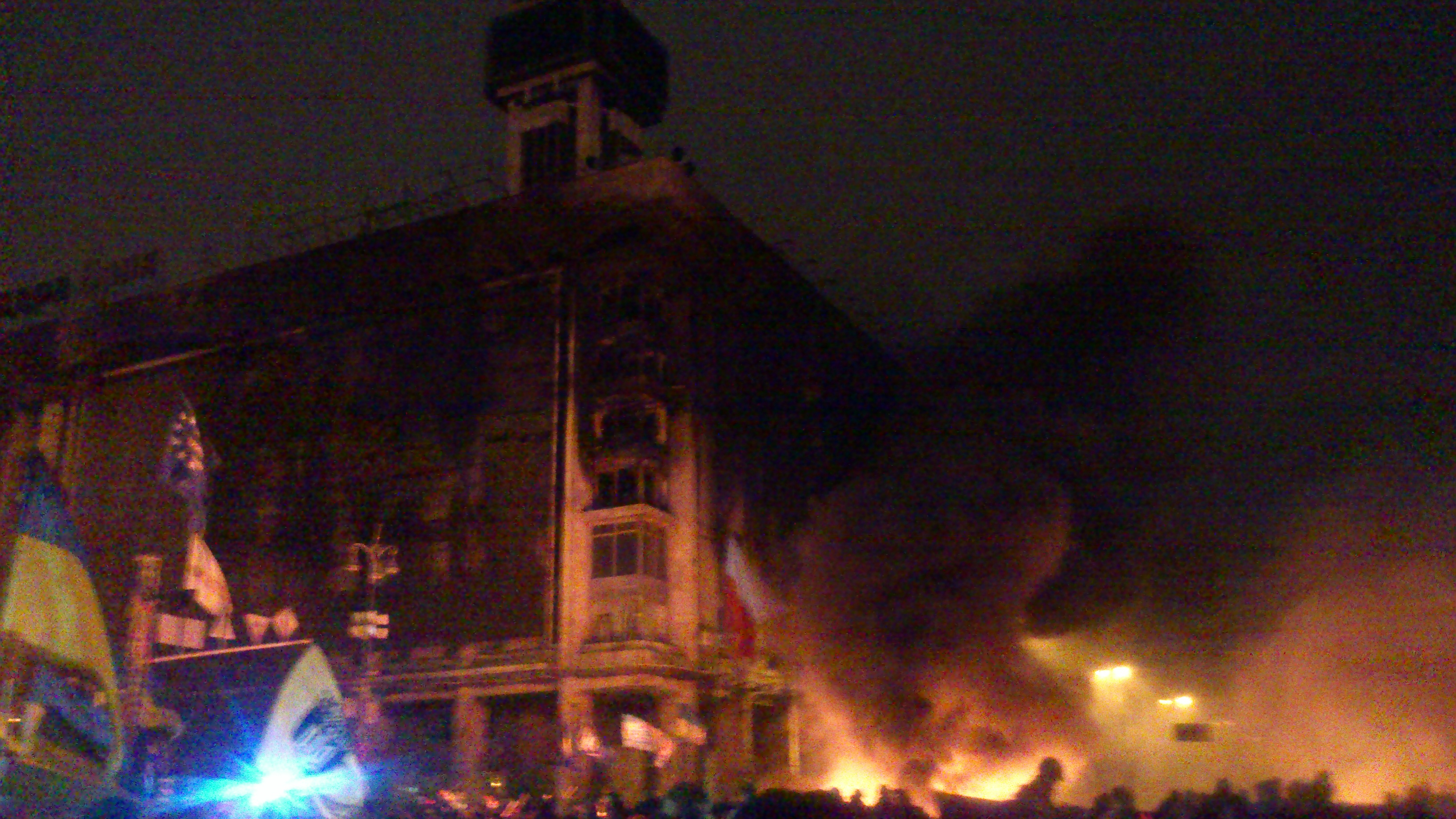
Барикада біля Будинку Профспілок увечері 19 лютого 2014

Бійцям спецпідрозділу «Альфа» не вдалося здійснити захоплення Будинку профспілок. Захопленню будівлі завадило блокування проходів, яке чинили бійцям учасники Євромайдану. Головною ж причиною провалу спецоперації стала пожежа, яка виникла в будинку внаслідок штурму. Причини та винуватці пожежі достеменно нез'ясовані.

## Наслідки
Внаслідок роботи близько сотні пожежників, із Будинку профспілок вдалося врятувати 40-50 осіб, але сама будівля зазнала дуже серйозних пошкоджень.